# Флуцитозин
Флуцитозин — синтетичний протигрибковий препарат, що є похідним піримідину, для перорального та парентерального застосування.

## Фармакологічні властивості
Флуцитозин — синтетичний протигрибковий препарат, що є похідним піримідину, широкого спектра дії. Препарат має як фунгістатичну, так і фунгіцидну дію, що залежить від концентрації препарату в крові. Механізм дії препарату полягає у конкурентному інгібуванні включення в РНК патогенних мікроорганізмів урацилу, і внаслідок цього — порушення синтезу білка, порушення синтезу ДНК внаслідок пригнічення ферменту тимідилатсинтетази. До флуцитозину чутливі грибки родів Candida spp., Aspergillus spp., Fonsecaea spp., Torulopsis glabrata, Gansenula spp., Cryptococcus neoformans.

### Фармакокінетика
Флуцитозин швидко розподіляється в організмі як після перорального застосування, так і після внутрішньовенного введення, біодоступність препарату складає при пероральному застосуванні 80 %, при внутрішньовенному введенні 100 %. Препарат створює високі концентрації в усіх тканинах та рідинах організму. Флуцитозин добре проникає через гематоенцефалічний бар'єр. Препарат проникає через плацентарний бар'єр та виділяється в грудне молоко. Флуцитозин метаболізується в печінці в незначній кількості, виділяється з організму переважно в незміненому вигляді з сечею. Період напіввиведення препарату становить 3—6 годин, у недоношених дітей 6—7 годин, при нирковій недостатності цей час може збільшуватись.

## Показання до застосування
Флуцитозин застосовується при системних інфекціях, спричинених патогенними грибками: генералізованому кандидозі, криптококозі, хромобластомікозі, інфекціях, спричинених Torulopsis glabrata та Gansenula spp., часто у поєднанні із амфотерицином В або імідазолами.

## Побічна дія
Флуцитозин є відносно токсичним препаратом для макроорганізму у зв'язку із повільним проникненням антибіотику в клітини збудників мікозів. Окрім цього, частина бактерій кишкової мікрофлори при тривалому застосуванні препарату набувають здатність виробляти фермент, який сприяє перетворенню флуцитозину у 5-фторурацил, що значно підвищує токсичність препарату для організму та підвищує ймовірність побічних ефектів. При застосуванні флуцитозину часто спостерігаються наступні побічні ефекти:
- Алергічні реакції — висипання на шкірі, свербіж шкіри, кропив'янка, фотодерматоз, синдром Лаєлла, анафілактичний шок.
- З боку травної системи — нудота, блювання, біль в животі, виразки 12-палої кишки, шлунково-кишкові кровотечі, виразковий коліт. Порушення функції печінки (токсичний гепатит, жовтяниця, гепатоцелюлярний некроз, печінкова недостатність) можуть спостерігатися у 10 % випадків застосування препарату.[5]
- З боку нервової системи — головний біль, запаморочення, судоми, зміна смаку, втрата слуху, галюцинації, парестезії, паркінсонізм, невропатії, психози.
- З боку серцево-судинної системи — зупинка серця, порушення скоротливої функції шлуночків, зупинка серця та дихання, токсичний міокардит, задишка, біль в грудній клітці.
- З боку сечовидільної системи — гостра ниркова недостатність, кристалурія.
- Зміни в лабораторних аналізах — анемія, апластична анемія, еозинофілія, лейкопенія, гіпоглікемія, гіпокальціємія, підвищення рівня білірубіну в крові, підвищення рівня активності амінотрансфераз в крові, підвищення рівня креатиніну та сечовини в крові; рідше спостерігаються агранулоцитоз, тромбоцитопенія, панцитопенія (частіше у хворих з імуносупресією).

## Протипокази
Флуцитозин протипоказаний при підвищеній чутливості до препарату, при вагітності та годуванні грудьми, одночасному застосування з противірусними нуклеозидними препаратами.

## Форми випуску
Флуцитозин випускається у вигляді флаконів для ін'єкцій по 250 мл 1 % розчину та таблеток по 0,5 г.